# سکو سانگاره
سکو سانگاره (انگلیسی: Sékou Sangaré؛ زادهٔ ۱۴ سپتامبر ۱۹۷۴) بازیکن فوتبال اهل مالی بود.
وی همچنین در تیم ملی فوتبال مالی بازی کرده است.